# Hynšta
Hynšta je skalní hrad v Příhrazských skalách přibližně 1,5 km severně od obce Branžež v okrese Mladá Boleslav. Areál hradu je chráněn jako kulturní památka.

## Historie
Stejně jako u dalších hradů na svahu vrchu Mužský neznáme u Hynšty původní jméno a také o ní veškeré písemné prameny mlčí. Podle archeologických nálezů hrad existoval ve 13. století.

## Stavební podoba
Jádro hradu nebylo velké, ale patřilo k němu rozsáhlé předhradí oddělené od jádra příkopem. Jádro hradu tvořil jediný pískovcový blok beze stop vnějšího opevnění. U jeho paty se však dochovala zasypaná cisterna na vodu. Nejvýraznějším pozůstatkem je ve skále vytesaná světnička rozšířená v 17. století na modlitebnu. Podle
tradice jí užívali čeští bratři, kteří se zde ukrývali. Tato skutečnost však není pramenně doložena, stejně jako historická autenticita citátu J. A. Komenského, vytesaného na východní skalní stěně jádra hrádku.